# Belangenverstrengeling
Belangenverstrengeling of belangenvermenging is een situatie waarbij iemand meerdere belangen dient die een zodanige invloed op elkaar kunnen uitoefenen dat de integriteit ten aanzien van het ene of het andere belang in het geding komt.
Deze kwestie speelt vooral bij beroepen waarin een grote mate van integriteit mag worden verwacht. Voorbeeld hiervan zijn het belang van een eerlijke en integere rechtspraak, politieke vertegenwoordiging en andere vormen van vertegenwoordiging. 
Zelfs als er geen bewijs is van daadwerkelijke beïnvloeding van het ene belang door het ander, kan er wel belangenverstrengeling bestaan, zolang beide conflicterende belangen aanwezig zijn. Met andere woorden, ook de schijn van belangenverstrengeling wordt gezien als zodanig, zelfs als betreffende persoon beide belangen (bijvoorbeeld uit ethische overwegingen) kan onderscheiden.
Belangenverstrengeling kan de geloofwaardigheid van een beroep en beroepsgroep aantasten. Om deze redenen worden in veel beroepen eisen gesteld aan de beroepsbeoefenaars waarbij ze bijvoorbeeld worden verplicht nevenfuncties te registreren in openbare registers (politici, rechters).
Een bijzondere vorm van het begrip belangenverstrengeling is het begrip schijn van belangenverstrengeling. Rechters zijn zo gehouden zelfs maar de schijn van belangenverstrengeling te vermijden. President Willibrord Davids van de Nederlandse Hoge Raad zei daarover in NRC-Handelsblad van 31 maart 2007:
Dan kan de schijn ontstaan: staat deze rechter nog wel onbevangen tegenover het onderwerp waar hij een rechterlijke uitspraak over moet doen. Die schijn moet je vermijden.
Wettelijk vindt deze opvatting een basis in onder andere het Wetboek van Burgerlijke Rechtsvordering, artikel 36. Bij twijfel kunnen rechters worden gewraakt.

## Soorten conflicterende belangen
Wanneer iemand een functie vervult of taak uitoefent, wordt deze vaak geacht deze naar beste vermogen, eer en geweten te vervullen en het belang te dienen dat bij deze functie komt kijken. 
Belangen waar deze integriteit mee in botsing zou kunnen komen zijn onder andere familiebanden en relaties met anderen, vennootschapsrechtelijke of arbeidsrechtelijke relaties, eigen financiële belangen. Ook kan een derde een tegenstrijdig belang creëren door iemand te beïnvloeden. Dit kan zowel in de vorm van het toekennen van voordelen als geschenken en snoepreisjes, maar het kan ook door het impliciete of expliciete dreigement de persoon te benadelen door iets te doen of na te laten.

## Gevolgen

### Gevolgen
Handelen vanuit een belangenconflict of zelfs met de schijn van een belangenconflict kan tot de volgende juridische sancties leiden:
- Terugdraaien van de gewraakte rechtshandeling;
- Bestuursrechtelijke sancties van de toezichthouder, waaronder een berisping, boete, opschorting, of intrekking van de vergunning;
- Een civiele vordering van een partij die zich benadeeld voelt door de belangenverstrengeling;
- Sancties tegen individuele personen zoals sancties door het bedrijf zelf (waaronder ontslag), of maatregelen door de beroepsorganisatie zoals een berisping of intrekken van de kwalificatie;
- In het uiterste geval, indien de daad als misdrijf kwalificeert, strafvervolging.

Naast de juridische gevolgen kan een dergelijke zaak ook grote gevolgen voor de reputatie van de betrokkene(n) hebben. 

### Voorbeeld
Een kredietbeoordelaar geeft een hoge kredietrating op een bank af terwijl de analisten dure cadeaus aangeboden kregen zonder dit aan hun werkgever te melden. De financiële instelling gaat vrij snel daarna plotseling failliet door een boekhoudschandaal:
- De toezichthouder ESMA geeft de kredietbeoordelaar een boete van 3 miljoen euro, omdat het faalde de analisten afdoende op conflictsituaties te controleren;
- Verschillende partijen die door het faillissement geld hebben verloren stellen een civiele vordering tegen het kredietratingbureau in, met name in de wetenschap dat de toezichthouder heeft vastgesteld dat de ratings onder een conflictsituatie tot stand zijn gekomen. De kredietbeoordelaar maakt hierdoor hoge juridische kosten;
- De kredietbeoordelaar ontslaat de analisten omdat ze willens en wetens de dure cadeaus niet hebben gemeld;
- Een aantal analisten is lid van een professionele organisatie. Lidmaatschap brengt prestige met zich mee. De organisatie royeert deze analisten, omdat ze niet hebben gehandeld in overeenstemming met de principes die van een gecertificeerd lid dienen te worden verwacht.
- Bij de bank vonden frauduleuze transacties plaats. Er zijn aanwijzingen dat sommige analisten hier wetenschap van hadden; om die reden start het OM een strafrechtelijk onderzoek tegen een aantal van hen.

## Belangenverstrengeling in de praktijk

### In Nederland

#### Rechterlijke macht in Nederland
Over de belangenverstrengeling van diverse groepen ambtsdragers is regelmatig discussie. Zo stelde de stichting WORM (Wetenschappelijk Onderzoek Rechterlijke Macht) in 1996 vele laakbare praktijken aan de orde. Zo bleken advocaten dikwijls plaatsvervangend rechter te zijn in zaken waar kantoorgenoten pleitten.
Toen de nevenfuncties van rechters bekend werden, bleken veel eerder onopgemerkte vormen van belangenverstrengeling. In 1998 nam het Platform Samenwerkende Cliëntenorganisaties in Jeugdzorg en Familierecht het standpunt in dat:
kinderrechters die dagelijks omgaan met zaken waarin met enige systematiek mannen en vrouwen tegenover elkaar staan zouden zich beter verre kunnen houden van de schijn van belangenverstrengeling in dat opzicht.
Dit gebeurde naar aanleiding van de constatering dat veel (bestuurs)leden van de Nederlandse Soroptimisten – een organisatie die zich inzet voor de verbetering van de positie van vrouwen – als rechter in het familierecht actief waren.
Een bijzonder probleem zijn de rechters die naast hun rechterambt ook volksvertegenwoordiger zijn. Hiermee doorbreken zij in principe de grenzen tussen de machten in de trias politica. Zo waren Boris Dittrich en Aleid Wolfsen tegelijkertijd rechter en parlementariër. Voor Tweede Kamerleden betekent dat in de regel dat ze als rechter tijdelijk buiten functie zijn. Voor Eerste Kamerleden, waarvoor hun kamerwerk een nevenfunctie is, betekent dit dat ze beide hoedanigheden tegelijkertijd uitoefenen. In 2007 meldde een zware commissie van rechters dat ze dat laatste niet acceptabel vond. Voor de senaat is in 2007 onder andere kinderrechter Nanneke Quik-Schuijt door de SP verkozen.

#### Bewindspersonen
In een brief van minister-president Balkenende aan de Tweede Kamer van december 2002 werd gesteld dat een kandidaat-minister of -staatssecretaris alle nevenfuncties en nevenactiviteiten moet afleggen. Het gaat daarbij ook om vrijwilligersfuncties in clubs of verenigingen, parttime hoogleraarschappen, redactiefuncties en lidmaatschappen van comités van aanbeveling. Uitzonderingen zijn slechts mogelijk na schriftelijke toestemming van de minister-president.
In deze brief worden in Bijlage A de volgende zaken genoemd als financiële en zakelijke belangen die een risico van (schijnbare) belangenverstrengeling op kunnen leveren: 
1. Aandelen of risicodragende participaties/investeringen in individuele beursgenoteerde én niet-beursgenoteerde ondernemingen, voor zover de gecumuleerde waarde hiervan op het moment van aanvaarding van de functie hoger ligt dan € 25.000;
2. In afwijking van de algemene regel onder A.5*) bestaat er voor de bewindspersonen van Financiën ten aanzien van aandelen in openbare beleggingsfondsen wél het risico van (schijnbare) belangenverstrengeling en deze zijn derhalve voor hen niet toegestaan; dit gezien de bijzondere bevoegdheden van deze bewindspersonen voor de financiële markten;
3. Roerende en onroerende goederen die commercieel worden geëxploiteerd, waarbij de betrokkene invloed heeft op het beheer en de exploitatie, en voor zover de gecumuleerde netto-opbrengst op jaarbasis hoger ligt dan € 3500;
4. Opties op aandelen die tijdens de ambtsperiode kunnen worden uitgeoefend;
5. Terugkeeroptie of "nulurencontract" bij een werkgever;
6. Financiële en zakelijke belangen van een partner indien er sprake is van een huwelijk in gemeenschap van goederen.

*)Volgens de algemene regel onder A.5 is er bij aandelen in openbare beleggingsfondsen geen sprake van (schijnbare) belangenverstrengeling.
Bij een kabinetsformatie in Nederland bespreekt de formateur deze zaken met alle kandidaat-ministers en -staatssecretarissen. Er zijn verschillende geaccepteerde oplossingsrichtingen om dreigende belangenverstrengeling te voorkomen. Zo kan een eigen onderneming "op afstand worden gezet" door het bestuur van die onderneming over te dragen aan een onafhankelijke beheersstichting.
In augustus 2005 kwam de kwestie weer aan de orde toen landbouwminister Cees Veerman nog zakelijke belangen in zijn Franse boerenbedrijven leek te hebben. Uit een inventarisatie bleek dat de bewindslieden samen 50 niet-gemelde nevenfuncties hadden, voor het merendeel lidmaatschappen van comités van aanbeveling. Zo bleek minister Johan Remkes bijvoorbeeld ambassadeur van het Jenevergenootschap.

#### Ambtenaren
Ambtenaren moeten hun nevenwerkzaamheden melden, indien die werkzaamheden een belangenconflict op zouden kunnen leveren met de belangen van hun dienst (voor zover ze in verband staan met zijn functievervulling). De nevenwerkzaamheden van 
de allerhoogste ambtenaren worden zelfs openbaar gemaakt. 
Ambtenaren mogen geen nevenwerkzaamheden uitvoeren waardoor de goede vervulling van zijn functie of van de openbare dienst in gevaar zou komen. Dit is geregeld in artikel 61 van het Algemeen Rijksambtenarenreglement (ARAR).

### Rating agencies
Na onder andere Enron, de dotcomcrisis en de kredietcrisis lagen rating agencies onder vuur, omdat ze veel te gunstige ratings zouden hebben afgegeven op banken en instrumenten. De oorzaak hierachter zou belangenverstrengeling zijn: alleen al vanwege het feit dat de kredietbeoordelaar betaald wordt voor zijn rating, leidt tot bevooroordeeldheid en een druk om een gunstiger rating af te geven. Ook de controverse rondom het Chinese ratingbureau Dagong had zijn oorsprong in belangenverstrengeling: landen en bedrijven die China welgezind waren zouden betere ratings krijgen dan anderen.
Met de komst van Europese verordening 1060/2009 en soortgelijke regelingen in ander jurisdicties is dit onderkend en gecodificeerd, en is rating agencies de plicht oplegt deze belangenconflicten te elimineren, te vermijden, te publiceren of te beheersen. De verordening geldt voor de EU, maar ook andere jurisdicties als de VS hebben soortgelijke regels. De volgende belangenconflicten worden erkend:
- Vennootschapsrechtelijke belangenconflicten. Dit zijn belangenconflicten ontstaan doordat er een vennootschapsrechtelijke link tussen de klant en het rating agency is, bijvoorbeeld een gemeenschappelijke aandeelhouder of een gemeenschappelijk bestuurslid of commissaris. Dit conflct kan worden geëlimineerd door de klantrelatie op te zeggen, maar soms is publicatie van de conflictsituatie voldoende. Ook is het rating agencies verboden om in elkaar te investeren of een gemeenschappelijke aandeelhouder te hebben, tenzij het dezelfde group betreft.
- Zakelijke belangenconflicten. Dit zijn vooral belangenconflicten ontstaan door het feit dat het rating agency een zakelijk belang bij zijn klant heeft. Om deze redenen mogen analisten niet aan commerciele activiteiten deelnemen of commerciele informatie ontvangen. Ook kan een zakelijk conflict worden geëlimineerd door de klantrelatie op te zeggen. Verder zijn er regels voor het vaststellen van de prijs; deze moet gebaseerd zijn op kosten (cost-plus) en mag niet discriminerend zijn; bovendien mag deze niet afhankelijk zijn van de hoogte van de rating. Wel mogen verschillende prijzen voor verschillende niveau´s van dienstverlening worden gehanteerd. Prijsregels gelden zowel voor ratings als voor andere (aanvullende) diensten van het ratingbureau.
- Persoonlijke belangenconflicten. Dit zijn belangenconflicten op het niveau van de analist die bij de rating betrokken is. Hij heeft bijvoorbeeld investeringen in de klantvennootschap, of heeft er gewerkt, of heeft substantiële giften ontvangen. Dit soort conflicten wordt meestal afgehandeld door de analist van de klantvennootschap waarmee hij een belangenconflict heeft, weg te houden. Analisten worden verder verplicht na een bepaalde tijd van een klant weg te roteren. Bonussen mogen slechts worden toegekend op basis van de kwaliteit van het werk zelf, niet op basis van de hoogte van de toegekende ratings.

Verder worden ratingbureau´s verplicht tot objectiviteit en consistentie in de wijze waarop ratings en de methodologieën tot stand komen. Omwille van transparantie moeten methodologiën gepubliceerd worden en moeten de effecten van een nieuwe methodologie op ratings evenals fouten, aan de betrokkenen worden medegedeeld.

### Tussenpersonen
Tussenpersonen zoals makelaars en recruiters kunnen een tegenstrijdig belang hebben wanneer ze zich door beide zijden van een zakelijke relatie laten betalen. Een voorbeeld is verhuurmakelaars die zowel aan huurders als verhuurders commissie in rekening brengen. Dit is in Nederland verboden, maar gebeurt daarbuiten (in Luxemburg bijvoorbeeld) nog regelmatig. Bovendien zien woningzoekenden zich soms door de woningnood genoodzaakt uit eigen beweging of op verzoek van de makelaar deze laatste toch een extra bedrag te betalen. Een ander voorbeeld zijn wervings- en selectiebureau´s die zowel aan de kandidaat als het bedrijf commissie in rekening brengen. 
Verder kan er een belangenconflict ontstaan ten gevolge van moral hazard: de tussenpersoon is geen partij bij de uiteindelijke transactie waardoor zij er belang bij krijgen zoveel en zo snel mogelijk partijen tot een transactie te brengen, ook als dit niet in hun beste belang is. Ze zijn immers vrijwel niet verantwoordelijk, maar krijgen wel iedere keer een commissie.

### Trustkantoren
Trustkantoren (en advocaten, accountants en belastingadviseurs voor zover ze wettelijk tegen vergoeding directeursbenoemingen mogen accepteren) hebben te maken met belangenverstrengeling, omdat ze een beheersovereenkomst hebben met de vennootschap die ze zelf beheren en waarvan ze zelf directeuren leveren. Directeuren moeten immers het belang van de vennootschap dienen. Dit kan in een aantal situaties botsen met andere belangen:
- Een klant-aandeelhouder kan de klantrelatie en aandelen gebruiken als drukmiddel om handelingen uit te voeren die niet in het belang van de vennootschap zijn;
- Het belang van de werkgever en diens invloed op de directeuren kan doorwerken in de beslissingen inzake de dienstverlening van de werkgever, bijvoorbeeld het afnemen van extra diensten of het verminderen van het dienstenpakket van de werkgever;
- Trustkantoren stellen de agenda van directie- en aandeelhoudersbesluiten vast. Hierdoor kunnen ze er invloed op uitoefenen door bepaalde zaken wel of juist niet op de agenda te zetten;
- Déchargebesluiten, wanneer het trustkantoor ook de aandeelhoudende vennootschap beheert.

Dergelijke belangenconflicten worden vaak opgelost middels onafhankelijke directeuren namens de klant, het feit dat de klant vaak aandeelhouder is, en eventueel onthouden van stemming over besluiten betreffende de relatie met het trustkantoor. Omwille van belangenverstrengeling is het in veel landen niet meer toegestaan als accountant of adviseur ook als directeur van een klantvennootschap op te treden. 

### Ambt en vrij beroep
Bij bepaalde vrije beroepen is de beroepsbeoefenaar zowel ambtenaar als ondernemer. Dit geldt voor de notaris, de registeraccountant en de deurwaarder. Dit kan in een aantal situaties tot belangenconflicten leiden:
- Tussen beide rollen. Bijvoorbeeld, een grote onderneming verzoekt een notaris om 100 vennootschappen op te richten, maar ´dan moet het wel snel en zonder gezeur´. Aan de ene kant moet de notaris neutraal zijn, het algemeen belang dienen en dus de wettelijke normen volgen, aan de andere kant wil hij als ondernemer het zijn klant naar de zin maken.
- Tussen kerndiensten en aanvullende diensten. Deurwaarders verlenen regelmatig incassodiensten als extra dienstverlening. Ze dienen dan duidelijk onderscheid te maken naar buiten toe voor wie ze optreden, en in welke hoedanigheid ze dit doen.

### Advocaten
Advocaten kunnen op verschillende manieren onderworpen zijn aan belangenconflicten, hoewel de wet en gedragsregels hierin voorzien en in een dergelijk geval een advocaat verplichten tot terugtreden. Voorbeelden zijn:
- Betrokkenheid bij een procedure waarbij eveneens familieleden of anderen met wie de advocaat een relatie heeft, betrokken zijn;
- Twee advocaten van hetzelfde kantoor die tegenover elkaar procederen;
- Investeren in een klant of in de wederpartij of hier een financieel belang in hebben;
- Het hebben van nevenfuncties die een belangenconflict jegens een bepaalde partij kunnen veroorzaken;
- Opzettelijk een conflictsituatie van de klant met de wederpartij escaleren (bijvoorbeeld middels onjuiste juridische classificatie van de feiten, opzettelijk een veel te gunstige kans op succes schetsen, of brieven en e-mails met een agressieve toon schrijven) opdat deze gaat procederen en daarmee meer werk voor de advocaat genereert;
- Willens en wetens een klant die de wet overtreedt of misbruikt juridisch hiermee behulpzaam zijn door onder andere intimiderende correspondentie, valse feiten, of deze feiten een valse juridische classificatie te geven.

### Onafhankelijke experts
Onafhankelijk experts worden geacht hun expertise onafhankelijk en onbevooroordeeld aan te wenden.
In 1983 vond in de Verenigde Staten een schandaal plaats rondom Newmans energiemachine die energie zou genereren en een hogere output dan input had. Newman trachtte een patent op deze machine te verwerven, maar het US Patent and Trademark office had restricties betreffende perpetuum mobiles omdat deze in strijd waren met de wet van behoud van energie en weigerde het patent. Newman vocht dit aan en een door de rechter aangesteld expert stelde vast dat de machine wel degelijk een hogere energie-output dan -input had. Uiteindelijk leidde dit tot een Congreszitting in Washington, alwaar John Glenn uiteindelijk erop wees dat de door de rechter expert tevens lange tijd als advocaat voor Newman had opgetreden, waarmee het patent definitief van de baan was.

### Juryrechtspraak
In landen waar juryrechtspraak geldt, dienen juryleden eveneens onbevooroordeeld en zonder tegenstrijdig belang in een zaak te staan. Belangenconflicten kunnen optreden wanneer een van de partijen aan het jurylid gelieerd is (familie, vriend, kennis, werkgever, etc.) of wanneer deze een direct financieel belang bij de uitspraak heeft (bijvoorbeeld een directeur van een tabaksbedrijf in een aansprakelijkheidszaak over door roken veroorzaakte longkanker). Belangenconflicten worden verschillend afgehandeld, afhankelijk van het tijdstip van ontdekking van het conflict:
- Voor het proces worden juryleden gescreend. In deze screening kunnen juryleden door een van de partijen of door de rechter gewraakt worden wanneer een belangenconflict wordt ontdekt.
- Wanneer tijdens of na het proces wordt ontdekt dat een jurylid geconflicteerd was, wordt het proces nietig verklaard. In principe worden individuele juryleden niet vervolgd.

### VVE-beheerders
VVE-beheerders staan centraal in de beheerstructuur van de VvE, daar zij alle wetten en regels rondom onroerend goed en besluitvorming kennen en vaak contact met alle dienstverleners en het VVE-bestuur onderhouden. Hierdoor kan vrij makkelijk belangenverstrengeling optreden, bijvoorbeeld:
- Willens en wetens (te) dure of kwalitatief slechte dienstverleners als dakdekkers, schilders, klusjesmannen en monteurs aanbevelen of aanhouden omwille van de goede relatie met (en eventueel zakengeschenken ontvangen van) deze partijen;
- Beïnvloeding van de agenda en besluitvorming teneinde onwelgevallige besluiten te voorkomen en welgevallige besluiten te stimuleren. VVE-beheerders zetten bijvoorbeeld regelmatig hun eigen décharge op de agenda, hoewel zij geen orgaan van de VvE zijn en dit derhalve juridisch niet geldig is;
- Conflicten tussen meerdere rollen, wanneer een beheerder eveneens eigenaar of als makelaar optreedt.

### Vennootschappen
Binnen vennootschappen kunnen belangenconflicten optreden bij directeuren, aandeelhouders, en personen die de besluitvorming kunnen beïnvloeden. Besluitvormers worden meestal geacht zich terug te trekken wanneer zij een tegenstrijdig belang bij een besluit hebben. Voorbeelden zijn:
- Wanneer een directeur ook groot- of zelfs enig aandeelhouder is (DGA), kan conflict optreden tussen beide rollen;
- Dit geldt eveneens wanneer een extern adviseur tevens directeur of aandeelhouder is;
- Familieleden of partners in bepaalde sleutelfuncties bij een bedrijf;
- Voor werknemers kan een belangenconflict optreden tussen het belang van de klant en dat van de vennootschap als werkgever. Dit conflict kan worden verergerd door de beloningsstructuur, bijvoorbeeld een hoge bonus voor een hoge omzet. Dit conflict tussen de klanten dienen en de eigen omzet verhogen speelt ook op het niveau van de vennootschap zelf. Typische voorbeelden  waarop dit tot uiting kan komen zijn koppelverkoop, churning, oneerlijke handelspraktijken, misleidende reclame;
- Transacties of dienstverlening van de vennootschap aan aandeelhouders, groepsmaatschappijen, familieleden van directeuren en aandeelhouders.

### Zakengeschenken
Partijen bieden zakenpartners soms voordelen in natura als zakengeschenken aan, uit commerciële overwegingen. Deze geschenken variëren van de welbekende van naam of logo voorziene pennen en potloden bij zakelijke evenementen en meetings tot zakenlunches tot parfum, lingerie of zelfs dure juwelen, of volledig verzorgde en betaalde reizen. Ook korting op diensten en goederen kunnen als zodanig worden gezien. Zakengeschenken worden soms vermomd: een snoepreisje wordt bijvoorbeeld gepresenteerd als een seminar of als een bezoek aan de verschillende vestigingen van het bedrijf.
Dit kan de integriteit van besluitvormers beïnvloeden; deze kunnen ten nadele van andere belangen zoals dat van de klant of de maatschappij ten gunste van de schenker beslissen in de wetenschap dat deze voor Sinterklaas speelt. Wanneer het gereguleerde- of overheidsfuncties betreffen, wordt het hieruit ontstane belangenconflict nog scherper veroordeeld en juridisch afgestraft. Feitelijk betreft het een vorm van omkoping en daarmee corruptie.
Hieraan verwante verschijnselen zijn sleutelgeld en incentive payments. Sleutelgeld is een onverplichte extra betaling bij het aangaan van een huurcontract, en een incentive payment is een onverplichte extra betaling bovenop verplichte juridische leges.
Om deze redenen wordt het geven dan wel accepteren van zakengeschenken in veel gedragsregels sterk ontmoedigd of moeten deze gemeld worden (met een ondergrens zodat men niet iedere pen en kop koffie hoeft te melden). Zakenlunches en -reizen zijn in veel beroepsgroepen slechts acceptabel wanneer de deelnemers hun eigen kosten betalen.

## Betrokkenheid
Belangenverstrengeling kan de keerzijde zijn van betrokkenheid. Rechters en politici beroepen zich dikwijls op het belang van maatschappelijke betrokkenheid als ze naast hun ambt bestuurslid zijn van een bepaalde organisatie. Voor verschillende beroepen kunnen verschillende afwegingen worden gemaakt. Daarbij is de al dan niet economische binding een belangrijk punt van overweging.
Voor wetenschappers en schrijvers (undercover) geldt in sommige opvattingen voor sommige situaties dat participerend onderzoek tot betere resultaten zal leiden. Explicitering van de eigen positie is daarbij noodzakelijk.

## Voetnoten
1. ↑  Artikel 36 Boek 1 Titel 1, Afdeling 4: Op verzoek van een partij kan elk van de rechters die een zaak behandelen, worden gewraakt op grond van feiten of omstandigheden waardoor de rechterlijke onpartijdigheid schade zou kunnen lijden. Ook het strafrecht en het bestuursrecht kennen vergelijkbare bepalingen
2. ↑  (1996): Integriteit Rechterlijke Macht, Stichting Wetenschappelijk Onderzoek Rechterlijke Macht (IRM-rapport)
3. ↑  Berge, J.B.J.M. ten; Lahuis, K.; Langbroek, P.M. (1998): Kwaliteit van rechtspraak op de weegschaal, Instituut voor Staats- en Bestuursrecht Utrecht en Stichting Studiecentrum Rechtspleging, p. 298
4. ↑  Procedure ten aanzien van kandidaatministers en -staatssecretarissen, brief Minister-President aan Tweede Kamer, 20 december 2002
5. ↑  Biografie Dr. C.P. Veerman, Parlement & Politiek
6. ↑  Algemeen Rijksambtenarenreglement, art. 61[dode link]